# Aeroporto Internacional Hosea Kutako
O Aeroporto Internacional Hosea Kutako (em inglês: Hosea Kutako International Airport) (IATA: WDH, ICAO: FYWH) é um aeroporto internacional que serve principalmente a cidade de Vinduque, capital da Namíbia, sendo o principal aeroporto do país. O aeroporto foi inaugurado em 1965, ainda sob o domínio da África do Sul com o nome de J.G. Strijdom Airport, após a independência da Namíbia em 1990 foi renomeado para Hosea Kutako, a cidade também é servida por outro aeroporto menor o Aeroporto Eros.